# Ormosia alexanderi
Ormosia alexanderi är en tvåvingeart som beskrevs av Evgenyi Nikolayevich Savchenko 1976. Ormosia alexanderi ingår i släktet Ormosia och familjen småharkrankar. Inga underarter finns listade i Catalogue of Life.